# Фланн мак Маэл Туйле
Фланн мак Маэл Туйле (др.‑ирл. Flann mac Máele Tuile; умер в 700) — король Айлеха (681—700) из рода Кенел Эогайн.

## Биография
Фланн принадлежал к септу Кенел Ферадайг. Он был сыном Маэл Туйле и внуком короля Айлеха Крундмаэла мак Суибни, скончавшегося в 660 году.
В 681 году Фланн мак Маэл Туйле и его союзники кианнахты из Гленн Геймина разбили в сражении при Бла Слейбе (в современном графстве Лондондерри) войско короля Айлеха Маэл Дуйна мак Маэл Фитриха из септа Кенел Майк Эрке. Маэл Дуйн пал на поле боя, после чего Фланн смог утвердиться на престоле Айлеха.
По свидетельству трактата «Laud Synchronisms», Фланн мак Маэл Туйле правил Айлехом двенадцать лет, после чего это королевство унаследовал его брат Уртуйл, правивший восемь лет. Предполагается, что эти сведения ошибочны, так как в «Законе Адамнана» (др.‑ирл. Cáin Adomnáin) Фланн назван одним из высокопоставленных лиц, принимавших в 697 году участие в Биррском синоде. В этом документе упоминается и Уртуйл, оданако в отличие от него Фланн наделён в нём королевским титулом. Вероятно, что Фланн и Уртуйл совместно правили Айлехом вплоть до 700 года. В записях о событиях этого года в ирландских анналах сообщается о лишении Уртуйла королевского титула и его отъезде в Британию, а также о гибели самого Фланна. Новым правителем Айлеха стал Фергал мак Маэл Дуйн, сын погибшего в борьбе с Фланном короля Маэл Дуйна мак Маэл Фитриха.
Фланн мак Маэл Туйле был отцом Дихона, праправнук которого, Маэл Патрик, считается родоначальником семьи Килпатрик.